# Fédération nationale des auto-entrepreneurs
 (avril 2024).
La Fédération nationale des auto-entrepreneurs et micro-entrepreneurs (FNAE) est une organisation professionnelle française représentant les micro-entrepreneurs.
Depuis 2021, c'est la seule organisation représentative d'auto-entrepreneurs reconnue au niveau national, au sens de l'article L. 612-6 du Code de la Sécurité sociale. À ce titre, elle siège au CPSTI, dans les IRPSTI, les URSSAF, les CGSS, la CMSS et les CAF.
Créée par Grégoire Leclercq en mars 2009, elle est présente sur tout le territoire français par l'adhésion directe de ses membres. Ses adhérents sont des auto-entrepreneurs.

## Présentation et positionnement
La FNAE est un organisme de défense et d’accompagnement des auto-entrepreneurs.
Elle présente plusieurs buts et méthodes d'intervention : 
1. Elle joue le rôle de porte-parole dans les médias et auprès des pouvoirs publics
2. Elle informe, conseille, accompagne et sensibilise le public à l’auto-entrepreneuriat.
3. Elle forme les jeunes auto-entrepreneurs[1].

En 2025, La FNAE représente plus de 80 000 membres. Son financement est assuré uniquement ses adhérents.

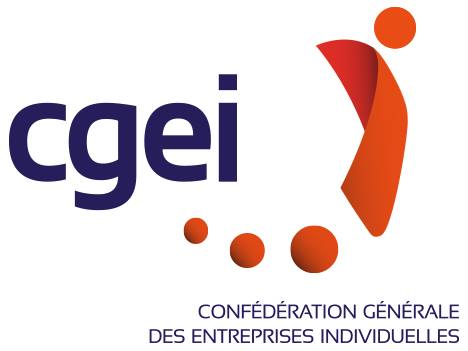
Logo de la Confédération générale des entreprises individuelles.

En 2015, à la suite de la réforme portée par la loi Pinel, la FNAE dépose la marque Confédération générale des entreprises individuelles (CGEI), aujourd'hui expirée.

## Actions menées
En avril 2010, la FNAE s'oppose à la proposition de réduire le régime d'auto-entrepreneur à 3 ans.
En novembre, elle défend les auto-entrepreneurs lors de l'imposition à la Cotisation foncière des entreprises (CET) pour les auto-entrepreneurs ne réalisant pas ou peu de chiffre d'affaires. Elle propose à la place une évolution du régime (nouveau mode de calcul de la CFE, radiation des non déclarants, mise en place de contrôles poussés visant à lutter contre le salariat déguisé).
En octobre 2011, la FNAE défend le principe d'exonération de la TVA pour tous les régimes micro face aux artisans qui veulent supprimer l'exonération de TVA du régime.
En novembre, elle est confrontée à un nouvel épisode fiscal sur la CFE : 50 000 auto-entrepreneurs sont taxés par erreur.
Le même mois, elle s'oppose à Charles de Courson, député Nouveau Centre ; il propose par un amendement de forcer les auto-entrepreneurs à faire contrôler leurs comptes. Cet amendement est finalement rejeté.
En décembre, elle s'oppose à la proposition de loi de Jean-Louis Christ : il envisage de réduire le régime à deux années pour les auto-entrepreneurs artisans.
En janvier 2012, à l'approche de l'élection présidentielle, la FNAE publie un livre blanc de l'auto-entrepreneur et réalise un tour de France.
En septembre, elle mène une action dans le cadre du PLFSS 2013 : elle proteste contre l'augmentation imprévue et non concertée des cotisations sociales des auto-entrepreneurs.
En novembre, une troisième action est menée dans le cadre de la CFE : elle demande un nouveau mode de calcul pour 2013 ; dans l'attente, les auto-entrepreneurs seraient exonérés de CFE pendant une année supplémentaire.
L'année 2013 est une longue bataille, faite de longues négociations et tractations, dans le cadre du projet de dispositif Pinel (mouvement des Poussins, commission Grandguillaume, amendement Schurch). Elle se termine le 18 décembre par le rapport Grandguillaume. La Fédération déplore ensuite une complexification du dispositif, en particulier sur l'immatriculation.
L'Agence pour la création d'entreprises est supprimée en 2014, agence que la Fédération a souhaité défendre malgré sa disparition programmée.
En mars 2015, la FNAE réagit aux propos de Nicolas Sarkozy. Le président de l'UMP a affirmé que le régime est « un caillou dans sa chaussure » sur France Info. Le président de la Fédération publie une tribune dans Le Figaro. Il est reçu par Nicolas Sarkozy qui éclaircit ses positions.
Au printemps 2016, la FNAE s'engage sur la Loi Sapin et sa volonté de simplification : le stage préalable à l'inscription pour les auto-entrepreneurs artisans est ouvert à 4 structures.
Durant l'été, la FNAE enquête sur l'Ubérisation et son impact sur le chiffre d'affaires des auto-entrepreneurs.
En fin d'année, à propos du projet de loi de financement de la Sécurité sociale 2017, elle œuvre pour que les auto-entrepreneurs puissent quitter la caisse interprofessionnelle de prévoyance et d'assurance vieillesse des professions libérales (Cipav). Ils doivent bénéficier notamment des indemnités journalières versées par le régime social des indépendants, et des points retraites calculés selon les règles.
À l’approche de l'élection présidentielle de 2017, la FNAE publie un troisième Livre Blanc, intitulé 17 propositions pour un renouveau du travail indépendant en 2017. Elle est impliquée dans la réforme du Travail Indépendant menée par Édouard Philippe. Elle alerte sur le doublement des seuils maximum de chiffre d'affaires et, notamment, l'arrivée de la TVA dans le dispositif.
La FNAE place l'année 2018 sous le signe d'un combat autour de la protection sociale. Les assises annuelles  sont focalisées sur « l’accélération de l'autoentreprise : entre social et simplification » et les nécessaires avancées sociales (les plateformes, l’ubérisation, le congé maternité universel, la prévoyance, la réforme de la formation professionnelle, la mutation du Régime social des indépendants en Sécurité sociale des Indépendants). Elle porte un message de pragmatisme sur les auto-entrepreneurs de plateformes, à mi-chemin entre la requalification proposée par la Cour de cassation et le système actuel.
En 2019, pour la première fois depuis sa création, la FNAE porte la voix des auto-entrepreneurs au sein de l'ex-RSI (SSI) en obtenant deux sièges. Elle s'oppose à la baisse de l'Aide à la création ou à la reprise d'entreprise.
En 2020, la FNAE se bat pour que les auto-entrepreneurs soient protégés et soutenus lors de la crise liée à la COVID-19. Elle demande sans cesse un accès le plus large possible au fonds de solidarité, au versement des indemnités journalières dignes, et elle mène 9 enquêtes de conjoncture durant la crise.
En 2021, la FNAE maintient son combat dans le cadre de la pandémie de COVID-19, et l'étend aux sujets de la maternité et de la retraite complémentaire. Elle devient la seule organisation d'auto-entrepreneurs reconnue, représentative au niveau national, au sens de l'article L. 612-6 du Code de la Sécurité sociale, et à ce titre siège au CPSTI, dans les IRPSTI, les URSSAF, les CGSS, la CMSS et les CAF pour le mandat 2022-2025.
En 2022, la FNAE arrive en tête des élections chez les livreurs (33,97% des voix) et est également élue par les VTC (8,98% des voix) pour siéger au sein de l'Autorité des relations sociales des plateformes d’emploi (ARPE) pour le mandat 2022-2023. Elle est la seule organisation d'auto-entrepreneurs à y siéger.